# Frauenberg (Francia)
Frauenberg è un comune francese di 551 abitanti situato nel dipartimento della Mosella nella regione del Grand Est.

## Società

### Evoluzione demografica
Abitanti censiti